# 若松若太夫
若松 若太夫（わかまつ わかたゆう）は、説経節の太夫の名跡。当代は3代目。

## 初代
1874年、埼玉県熊谷市出身。父は説経祭文の名手で、11歳の時上京して説経浄瑠璃の2代目薩摩辰太夫に入門。後に若松若太夫を名乗り、説経節に工夫を凝らし独特の語りを作り出す。説経節の一派薩摩派の門下は副業の傍ら説経の巡業を行っていたが、若松のみが唯一プロとして芸で生活。当時作成されたレコードを多数残している。
初代は、演奏と語りを一人で行う弾き語りで説経節を語るのを常とした。
使用していた三味線についてはいくつかの逸話がある。
- 初代の三味線の音色がよいので、人々は「若太夫の三味線には金が使われている」と噂された。これは現在、三味線で使われている東サワリ前進となる細工を作り出し使用していたための効果であった。
- 小筆の軸の竹を小さく刻んで一の糸筋の上コマの下に貼り付け、一の糸をうまく振動させ、サワリを出す工夫をしていた。これは戦後開発された「東サワリ」の原理であり、それにさきがけて初代は戦前にこの工夫をしており、三味線の音色への追求をしていた。

また初代は、従来の説経節の曲筋を様々に変化させ、独自の説経節を創り上げた。大正から昭和にかけて、徐々に独自の弾き語りスタイルを完成させていった。
戦中戦後は空襲が激しくなり、疎開を余儀なくされた。芸能活動を休止して畑仕事をすることになる。敗戦後、研究家により畑仕事をしている姿を発見され、結果、第一線から離れていた初代は復活した。
1946年には六男に二代目若松若太夫を襲名させ、自身は隠居した。その後、公演を幾度が行うが急激な体力衰退により、食事のままならない状態となった。この時、献身的に看病したのは末娘の千鶴子であった。初代は混濁する意識のなかで食事を勧めると、戦時中の食事難の記憶のせいからか「子供の食べる分がなくなるので私は食べません」といって頑なにそれを拒絶した。
1948年11月24日、生家の土蔵の二階にて逝去（享年75）。石原の生家の墓地に埋葬され、翌1949年には多磨霊園にも分骨された。

## 2代目
1919年6月24日、初代若松若太夫の六男として、文京区小石川に生まれる。本名は松崎寛。
幼少より父若太夫について興行に参加。1942年、若松崎太夫を襲名。1947年、二代目若松若太夫を襲名。
戦後、娯楽が復活するとともに説経節が衰退。その後、体調を崩して失明した。板橋区のホームヘルパーの助力により、若松若太夫師が再起し活動を再開。
1982年、東京都無形文化財指定。1984年、板橋区無形文化財指定。1988年、文化庁芸術祭賞を受賞。1990年、伝統文化ポーラ大賞を受賞。
1995年2月、先代若松若太夫の名跡・武蔵大掾を継ぎ、二代目武蔵大掾を襲名。板橋区伝承館公演で、体調の良いときに小品を語る。1999年10月26日逝去。

## 3代目
本名は小峰孝男。國學院大學在学中に説経節を研究。二代目若松若太夫師を訪ね、説経節を勉強する。
1990年、若松峯太夫を襲名。三味線名は柏木孝司を襲名。1995年、二代目若松小若太夫襲名。1998年、三代目若松若太夫を襲名。
2000年2月25日、東京都無形文化財保持者認定。板橋区を拠点に、多数公演に出演している。「板橋区伝承館」での説経節の会にて、説経節の伝承に努めている。

## CD
- 『初代若松若太夫CD』若松会より